# Hy Lâm Na Y Cao
Hy Lâm Na Y · Cao (Tiếng Trung: 希林娜依·高；pinyin: 	Xīlínnàyī · Gāo, tiếng Duy Ngô Nhĩ: شىرىناي گاۋ, phiên âm: Shirinay Gaw; sinh ngày 31 tháng 7 năm 1998 tại Bắc Kinh), tên tiếng Anh là Curley Gao hoặc Curley G, là một nữ ca sĩ người Duy Ngô Nhĩ hoạt động ở Trung Quốc đại lục, đang học tại Học viện âm nhạc Berklee.
Năm 2017, tham gia Sing! China của đài truyền hình Chiết Giang và giành được Á quân đội Na Anh, và bắt đầu nhận được sự chú ý. Ngày 2 tháng 5 năm 2020, tham gia chương trình sống còn của Tencent là Sáng Tạo Doanh 2020, cuối cùng debut ở vị trí đầu tiên trở thành center và leader của nhóm nhạc BonBon Girls 303 (đã tan rã vào năm 2022). Tháng 7 năm 2022, phát hành EP đầu tiên đánh dấu sự khởi đầu cho sự nghiệp solo của mình.

## Cuộc sống thời nhỏ
Hy Lâm Na Y Cao sinh ngày 31 tháng 7 năm 1998 tại thành phố Bắc Kinh của Trung Quốc, cô là con một trong gia đình. Bố cô là người dân tộc Hán ở Bắc Kinh, mẹ cô là người dân tộc Duy Ngô Nhĩ ở Tân Cương; Cao trong tên của cô là họ của bố, còn Hy Lâm Na Y là đặt theo tiếng Duy Ngô Nhĩ và có nghĩa là ánh trăng ngọt ngào.
Cô sống tại Bắc Kinh đến năm 9 tuổi và sau đó chuyển đến sinh sống tại Singapore theo bố, hiện tại đã quay trở về sinh sống tại Bắc Kinh. Quãng thời gian ở Singapore và sau đó là Mỹ cô lấy tên tiếng anh là "Curley". Cô theo học trường tiểu học MacPherson và trường trung học Dunman.
- Học vượt 1 cấp tiểu học, hạng 1 toàn trường kì thi tốt nghiệp Trung học Dunman tại Singapore.
- 17 tuổi hoàn thành chương trình 4 năm cấp tốc + 2 năm dự bị đại học, khối Khoa học Tự nhiên.
Cô bắt đầu học piano từ khi còn nhỏ và đã thi đậu trình độ piano trung cấp cấp 8. Năm 2012, cô lọt vào vòng chung kết cuộc thi sáng tác Eco Music Challenge với ca khúc This Is Our Paradise. Cô ấy cũng đã viết một vài bài hát và phát hành chúng trên SoundCloud của mình khi cô học cấp hai và cấp ba. Năm 2018 cô thi đậu vào Học viện Âm nhạc Berklee.().

## Sự nghiệp

### 2016-2019: Sing! China và Học Viện Âm Nhạc Berklee
Hy Lâm Na Y Cao đã thử giọng cho Sing! China mùa 1 vào năm 2016 nhưng đã không lọt qua vòng giấu mặt. Cô ấy đã thử giọng một lần nữa trong Sing! China mùa 2 năm 2017 và cuối cùng kết thúc với vị trí Á quân của đội huấn luyện viên Na Anh.
Sau chương trình, cô đã ký hợp đồng với công ty Mộng Hưởng Cường Âm. Vào ngày 18 tháng 12 năm 2017, cô ấy phát hành bài hát đầu tiên của mình là "惹哭自己" , nằm trong album tổng hợp của thí sinh Sing! China tên là "梦想在望". Sau đó cô ấy tiếp tục phát hàng một vài đĩa đơn thông qua công ty Mộng Hưởng Cường Âm, bao gồm cả ca khúc "Mùa Khỏa Lạp", bài hát tự sáng tác đầu tiên của mình, gửi tặng tới fandom Khỏa Lạp.
Vào tháng 1 năm 2019, cô chuyển đến Boston và bắt đầu việc học tại Học viện âm nhạc Berklee. Thời gian học đại học, cô đã hợp tác với các nhà sản xuất khác nhau và phát hành một số bài hát độc lập, gồm "Follow You", "Đêm ngày" và "U"  .

### 2020 - 2022: Sáng Tạo Doanh 2020 và BonBon Girls 303
Đầu năm 2020, Hy Lâm Na Y Cao trở về Trung Quốc và xuất hiện trong chương trình sống còn của nhóm nhạc nữ Sáng Tạo Doanh 2020. Chương trình phát sóng tập đầu vào ngày 2 tháng 5, kết thúc vào ngày 4 tháng 7, cô ấy đã giành được vị trí đầu tiên và ra mắt với tư cách center của BonBon Girls 303. Trước khi ra mắt, EP đầu tiên của cô "Không dừng lại được" đã được phát hành khi cô ấy đang tham gia chương trình.
Vào ngày 11 tháng 8 năm 2020, trong buổi họp báo thành lập nhóm BonBon Girls 303, Hy Lâm Na Y Cao được chọn làm trưởng nhóm của BonBon Girls 303.
Vào ngày 12 tháng 8, tham dự hội nghị Liên đoàn Thanh niên Liên hợp quốc 2020 với tư cách là Người vận động cho Thanh niên của Liên hợp quốc vì sự phát triển bền vững, tham gia diễn thuyết chủ đề "Tự chủ vì một tương lai tốt đẹp hơn" và trình diễn trực tiếp bài hát chủ đề của hoạt động là "2030, tôi muốn nói với bạn". Cùng ngày, bản thu âm của bài "2030, tôi muốn nói với bạn" được phát hành. Vào ngày 25 tháng 8, cô đã phát hành hai phiên bản đặc biệt của bài hát chủ đề cho Đêm chiến đấu lần thứ 9 của Liên Minh Huyền Thoại, mang tên "Fight of your life" (phiên bản tiếng Anh) và 战斗的乐章 (phiên bản tiếng Trung). 30 tháng 8, cô tham gia "Minh Nhật Chi Tử" và hợp tác cùng sáng tác và biểu diễn bài hát "Stay With Me" với ban nhạc Hành Tinh Trái Cây, màn biểu diễn được phát sóng trên Tencent Video.
Ngày 26 tháng 9, cô tham gia với tư cách là ca sỹ khách mời của Tiểu Thẩm Dương trong trận chung kết của "Khóa giới ca vương" mùa 5. Ngày 9 tháng 10, tham gia buổi họp báo của chương trình "Bài hát của chúng ta" mùa 2 với tư cách là ca sĩ thế hệ mới. Từ tháng 10 đến tháng 12, chương trình "Bài hát của chúng ta" mùa 2 mà Hy Lâm Na Y Cao tham gia ghi hình được phát sóng trên đài Đông Phương, cùng với Dung Tổ Nhi hợp thành đội "Đệ Y Tổ" tham gia thi đấu, tổng cộng tham diễn 6 tập.
Ngày 16 tháng 12, bài hát "Hồng trần chớ khinh ta còn trẻ" nhạc phim của bộ phim "Hữu Phỉ" do Hy Lâm Na Y Cao trình bày được phát hành.
Vào tháng 1 năm 2021, Hy Lâm Na Y Cao xuất hiện với tư cách khách mời trên chương trình tạp kỹ "Offer Tâm động"  của Tencent và được phát sóng trên đài Hồ Nam.
Ngày 28 tháng 5 năm 2021, Hy Lâm Na Y Cao phát hành EP cá nhân《阿莫希林》/ Amoxicilin với ý nghĩa là EP chữa lành. Ngày 28 tháng 6, MV "Vòng đu quay là đồ ngốc" - OST kết thúc cho phim điện ảnh Bầu Trời Của Thiếu Niên Nhiên Dã được phát hành, đây cũng là đầu tiên Hy Lâm Na Y Cao góp giọng cho OST phim điện ảnh. Ngày 28/7, ca khúc "Rơi vào tình yêu", OST phim "Em là niềm kiêu hãnh của anh" hợp tác cùng Mika được phát hành. Ngày 2 tháng 9, tham dự lễ kỷ niệm 10 năm LPL, biểu diễn ca khúc "Legends never die" cùng After Journey ; Ngày 13 tháng 9, ca khúc "Nắm đôi bàn tay" OST chủ đề phim điện ảnh "All about my mother" được phát hành.

### 2022 - Hiện tại: Sự nghiệp ca sĩ solo
Ngày 5 tháng 7 năm 2022, Curley Gao's Studio thông báo EP đầu tiên của cô 《吾》sẽ được phát hành vào ngày 12 tháng 7.

## Danh sách đĩa nhạc

### EP
| Năm  | Ngày       | EP                  | Bài hát             | Tên tiếng Trung | Viết lời                         | Soạn nhạc                                              | Biên khúc                | Ghi chú |
| ---- | ---------- | ------------------- | ------------------- | --------------- | -------------------------------- | ------------------------------------------------------ | ------------------------ | ------- |
| 2020 | 28 tháng 6 | Không dừng lại được | Không dừng lại được | 停不下来        | Đỗ Tinh Huỳnh                    | Lý Nham/ Vương Diệu Quang                              | Triệu Sắt                | [ 10 ]  |
| 2020 | 28 tháng 6 | Không dừng lại được | I Wanna Say         | I Wanna Say     | Chu Phú Kiên                     | Chu Phú Kiên/ Vương Diệu Quang                         | Chu Phú Kiên             | [ 10 ]  |
| 2021 | 28 tháng 5 | Amoxicillin         | Amoxicillin         | 阿莫希林        | Tiêu Lâm/ Lưu Hâm Lỗi/ Nghê Nghị | Peg Parnevik/Josefin Glenmark/Per Eklund/Henrik Jonzon | Per Eklund/Henrik Jonzon |         |
| 2021 | 28 tháng 5 | Amoxicillin         | Mirror              | Mirror          | Hy Lâm Na Y Cao                  | Hy Lâm Na Y Cao                                        |                          |         |

### Đĩa đơn cá nhân
- Curley G hoặc Curley tức chỉ Hy Lâm Na Y Cao

| Năm  | Ngày       | Tên bài hát tiếng Việt     | Tên bài hát tiếng Trung | Viết lời               | Soạn nhạc        | Biên khúc        | Ghi chú                                                                                         |
| ---- | ---------- | -------------------------- | ----------------------- | ---------------------- | ---------------- | ---------------- | ----------------------------------------------------------------------------------------------- |
| 2018 | 27 tháng 7 | Mùa của Khỏa Lạp           | 颗粒季                  | Hy Lâm Na Y Cao        | Hy Lâm Na Y Cao  | Vương Nhạc Đinh  | Bài hát tự sáng tác đầu tiên                                                                    |
| 2020 | 12 tháng 8 | 2030, tôi muốn nói với bạn | 2030，我想对你说        | New Chance/Tacey       | New Chance/Tacey | New Chance/Tacey | Bài hát chủ đề của buổi đối thoại Ngày Quốc tế Thanh niên Liên Hợp Quốc 2020                    |
| 2020 | 25 tháng 8 | Fight of your life         | Fight of your life      | Unisonar               | Unisonar         | Unisonar         | Phiên bản đặc biệt của bài hát chủ đề Đêm chiến đấu thứ 9 của Liên minh huyền thoại             |
| 2020 | 25 tháng 8 | 战斗的乐章                 | 战斗的乐章              | Lạc Tùng Duy/ Bàng Bác | Unisonar         | Unisonar         | Phiên bản tiếng Trung đặc biệt của bài hát chủ đề Đêm chiến đấu thứ 9 của Liên minh huyền thoại |

### Bài hát hợp tác tư cách cá nhân
- Curley G hoặc Curley tức chỉ Hy Lâm Na Y Cao

| Năm  | Ngày        | Tên bài hát                  | Album                     | Viết lời                      | Soạn nhạc                 | Biên khúc                                                        | Ghi chú                             |
| ---- | ----------- | ---------------------------- | ------------------------- | ----------------------------- | ------------------------- | ---------------------------------------------------------------- | ----------------------------------- |
| 2018 | 18 tháng 8  | Do You Think About Me        | non-album single          | Ken Gao                       | Ken Gao                   | Chưa rõ                                                          | Hát một mình                        |
| 2018 | 24 tháng 11 | Venti Life                   | The Moon                  | IDO$/Hy Lâm Na Y Cao          | IDO$                      | Chưa rõ                                                          | Hát cùng với IDO$                   |
| 2019 | 22 tháng 3  | 别对我说谎 (Don't Lie To Me) | non-album single          | Ngô Kỳ Huyên                  | Ngô Kỳ Huyên/ Lý Đống Nam | Ngô Kỳ Huyên                                                     | Hát một mình                        |
| 2019 | 31 tháng 5  | Lost Dreams                  | non-album single          | Hy Lâm Na Y Cao               | Hy Lâm Na Y Cao           | AyAno                                                            | Hát một mình                        |
| 2019 | 24 tháng 9  | Follow You                   | non-album single          | Sugar/Curley G                | Sugar/Curley G            | Chưa rõ                                                          | Hát một mình                        |
| 2019 | 21 tháng 10 | Fade Out                     | non-album single          | Curley G                      | LuckyMaxx/Curley G        | LuckyMaxx                                                        | Hát một mình                        |
| 2019 | 27 tháng 11 | Black                        | ₩ of a kind               | IDO$/Curley                   | IDO$/Curley               | Chưa rõ                                                          | Hát cùng với IDO$                   |
| 2019 | 1 tháng 12  | U                            | non-album single          | Hy Lâm Na Y Cao               | Sugar/Hy Lâm Na Y Cao     | Sugar                                                            | Hát một mình                        |
| 2019 | 7 tháng 12  | Đêm ngày                     | non-album single          | Hy Lâm Na Y Cao               | LuckyMaxx/Hy Lâm Na Y Cao | LuckyMaxx                                                        | Hát một mình                        |
| 2019 | 21 tháng 12 | Love Me Slowly               | non-album single          | Curley G                      | Curley G                  | Ryuk                                                             | Hát một mình                        |
| 2020 | 30 tháng 8  | Stay With Me                 | Minh Nhật Chi Tử tập số 8 | Trương Dương/ Hy Lâm Na Y Cao | Trương Dương              | NIA Dương Tâm Dư/ Trương Tử Hàm/ Neo Ngưu Huy/ Hành Tinh Hoa Quả | Hát cùng ban nhạc Hành Tinh Hoa Quả |

### Bài hát nhạc phim
| Năm  | Ngày        | Tên bài hát tiếng Việt         | Tên bài hát tiếng Trung | Viết lời       | Soạn nhạc       | Biên khúc      | Ghi chú                                                                           |
| ---- | ----------- | ------------------------------ | ----------------------- | -------------- | --------------- | -------------- | --------------------------------------------------------------------------------- |
| 2020 | 16 tháng 12 | Hồng trần chớ khinh ta còn trẻ | 红尘莫欺我年少          | Trương Tĩnh Di | Lưu Huyễn Đậu   | Mã Nguyên      | OST của bộ phim "Hữu Phỉ"                                                         |
| 2021 | 28 tháng 6  | Vòng đu quay là kẻ ngốc        | 摩天轮是傻瓜            | Đường Điềm     | Lý Cát Cát      | Trịnh Nam      | OST của bộ phim "Bầu trời của thiếu niên nhiên dã" song ca với Trương Triết Hạn   |
| 2021 | 25 tháng 7  | Rọi sáng thế giới              | 点亮世界                | Triệu Thụy Lân | Hà Mỹ Trăn      | Hà Mỹ Trăn     | OST của bộ phim "Con quái vật lớn trong Tử Cấm Thành"                             |
| 2021 | 28 tháng 7  | Rơi vào tình yêu               | 陷入爱情                | Trương Doanh   | Thạch Dương     | La Ngân        | OST của bộ phim "Em là niềm kiêu hãnh của anh" song ca với Mika                   |
| 2021 | 13 tháng 9  | Nắm đôi bàn tay                | 举一双手                | Đường Điềm     | Tiền Lôi        | Tiền Lôi       | OST của bộ phim "All about my mother"                                             |
| 2021 | 30 tháng 11 | Memory of the last life        | 《寂静之忆》            | Trần Hoàn      | Khâu Ngạn Thành | Ngô Tư Nghị    | OST mở đầu phim truyền hình Lương Ngôn Tả Ý                                       |
| 2021 | 22 tháng 12 | Vì những gì chúng ta mất đi    | 《为我们失去的》        | Đường Thiên    | Tiền Lôi        | Tiền Lôi       | MV tuyên truyền phim "Xuyên qua mùa đông giá lạnh ôm lấy người"《穿过寒冬拥抱你》 |
| 2022 | 24-04-2022  | Ngụ ngôn                       | 寓言                    | Trần Hi        | Trần Hi         | Diêm Thiên Ngọ | OST Xin Hãy Gọi Tôi Là Tổng Giám                                                  |
| 2022 | 14 tháng 5  | Em của ngày hôm đó             | 那一天的我              | Lý Ký Thanh    | Đoạn Liên       | Mao Chấn Dao   | OST chủ đề phim đảo ngược cuộc sống                                               |
| 2022 | 20 tháng 7  | Duy ta•nhớ                     | 唯我·念                 |                |                 |                | ca khúc kết thúc cho donghua «Nhất Niệm Vĩnh Hằng »                               |
| 2022 | 15 tháng 11 | Bao năm                        | 《经年》                |                |                 |                | Ending song ost Khanh khanh nhật thường                                           |
| 2022 | 9 tháng 12  | Tình yêu nguy hiểm             | 《危爱》                |                |                 |                | Ca khúc chủ đề và mở đầu web drama "Dangerous Lover"                              |
| 2023 | 20 tháng 4  | I always love you              |                         |                |                 |                | OST phim "Tình yêu anh dành cho em"                                               |

### Bài hát quảng cáo
| Năm  | Ngày       | Tên bài hát        | Tên tiếng Trung | Viết lời   | Soạn nhạc       | Biên khúc | Ghi chú                                  |
| ---- | ---------- | ------------------ | --------------- | ---------- | --------------- | --------- | ---------------------------------------- |
| 2021 | 12 tháng 2 | 600 năm thanh xuân | 青春六百年      | Hồ Chí Mẫn | Bành Trọng Viễn | YE        | Bài hát quảng bá Tử Cấm Thành Trung Quốc |

### Bài hát trong Sáng tạo doanh 2020
| Năm  | Ngày       | Tên bài hát                       | Viết lời                     | Soạn nhạc                                            | Biên khúc                          | Ghi chú                                          |
| ---- | ---------- | --------------------------------- | ---------------------------- | ---------------------------------------------------- | ---------------------------------- | ------------------------------------------------ |
| 2020 | 16 tháng 5 | Tiêu sái tiểu thư                 | Cát Đại Vi                   | Tiểu An                                              | Trịnh Nam                          | Tiết mục trình diễn nhóm, tập 3                  |
| 2020 | 31 tháng 5 | Thế giới không dễ dàng sụp đổ     | Trận Thánh Luân/ Lã Dịch Thu | Trận Thánh Luân                                      | Trịnh Nam                          | Tiết mục trình diễn nhóm, tập 5                  |
| 2020 | 27 tháng 6 | Ice Queen                         | Dịch Thủy Hàn                | Anne Judith Stokke Wik Ronny Vidar Svendsen LIONCHLD | LIONCHLD Dsign Music Hứa Vinh Trăn | Tiết mục trình diễn nhóm, tập 8                  |
| 2020 | 27 tháng 6 | Đây là lời tôi luôn nói với bạn   | Lã Dịch Thu                  | Trịnh Nam                                            | Trịnh Nam                          | Tiết mục trình diễn nhóm, tập 8                  |
| 2020 | 4 tháng 7  | Phoenix                           | Lã Dịch Thu                  | KIM MYEONG KYU HANYE                                 | KIM MYEONG KYU Hứa Vinh Trăn       | Tiết mục trình diễn nhóm đêm chung kết, tập 10   |
| 2020 | 4 tháng 7  | Thật muốn yêu thương thế giới này | Bùi Dục                      | Hoa Thần Vũ                                          | Trịnh Nam                          | Tiết mục trình diễn đơn ca đêm chung kết, tập 10 |

### Bài hát hợp tác với Sing! China
| Năm  | Ngày        | Tên bài hát  | Album            | Ghi chú                                                                               |
| ---- | ----------- | ------------ | ---------------- | ------------------------------------------------------------------------------------- |
| 2020 | 8 tháng 2   | 世界为你醒来 | 世界为你醒来     | Ca khúc công ích do các thí sinh của Sing! Trung Quốc và The Voice of China (hòa tấu) |
| 2019 | 1 tháng 5   | 我最美的新疆 | 也许有一天       | Tiết mục đơn ca trong album của các thí sinh Sing! China                              |
| 2018 | 12 tháng 7  | 梦的方向     | non-album single | Ủng hộ The Voice of China 2018 (hòa tấu)                                              |
| 2018 | 14 tháng 3  | 越夜越醒着   | 梦想在望2        | Tiết mục đơn ca trong album của các thí sinh Sing! China                              |
| 2017 | 18 tháng 12 | 惹哭自己     | 梦想在望         | Tiết mục đơn ca trong album của các thí sinh Sing! China                              |

### Các bài hát cá nhân khác
| 2024 | 18 tháng 4  | Emberfire                   | Original Game Sountrack của Genshin Impact | 2021 | 10 tháng 8 | Vô hạn phi trì | Ca khúc chủ đề tuyên truyền trước mùa giải của game 王牌竞速 Đăng tải trên NetEase Music |
| 2017 | 14 tháng 11 | Apeirophobia                | Đăng tải trên NetEase Music                |      |            |                |                                                                                          |
| 2017 | 2 tháng 7   | Love Hate Relationship      | Đăng tải trên SoundCloud                   |      |            |                |                                                                                          |
| 2016 | 17 tháng 1  | I'll Look At You            | Đăng tải trên SoundCloud                   |      |            |                |                                                                                          |
| 2015 | 20 tháng 7  | Guitar With A Broken String | Đăng tải trên YouTube và SoundCloud        |      |            |                |                                                                                          |
| 2012 | Chưa rõ     | This Is Our Paradise        | Đã gửi đến Eco Music Challenge             |      |            |                |                                                                                          |

## Truyền hình

### Show truyền hình
| Năm  | Tên tiếng Việt             | Tên tiếng Trung   | Mạng          | Ghi chú                                           |
| ---- | -------------------------- | ----------------- | ------------- | ------------------------------------------------- |
| 2017 | Sing! China mùa 2          | 中国新歌声 2      | Zhejiang TV   | Thí sinh (bị loại ở tập 10)                       |
| 2020 | Sáng Tạo Doanh2020         | 创造营2020        | Tencent Video | Thí sinh, Quán quân ( Center)                     |
| 2020 | Khóa giới ca vương mùa 5   | 跨界歌王 5        | Beijing TV    | Khách mời tập 11                                  |
| 2020 | Bài hát của chúng ta mùa 2 | 我们的歌 2        | Dragon TV     | Thí sinh                                          |
| 2020 | BON-US                     |                   | Tencent Video | Thành viên                                        |
| 2021 | Xin chào cuộc sống         | 你好生活          | CCTV          | Khách mời (tập 9 và tập 10)                       |
| 2021 | Offer tâm động 2           | 令人心动的offer 2 | Tencent Video | Khách mời (tập 9 và tập 10)                       |
| 2021 | Happy Camp                 | 快乐大本营        | Hunan TV      | Khách mời (tập ngày 16/01/2021)                   |
| 2021 | Our Song Spring Festival   | 我们的歌          | Dragon TV     | Thành viên                                        |
| 2021 | Võ quán tỷ muội            | 姐姐妹妹的武馆    | Tencent Video | Thành viên                                        |
| 2021 | Kinh điển vịnh lưu truyền  | 经典咏流传        | CCTV          | Biểu diễn một tiết mục                            |
| 2021 | Kim khúc thanh xuân        | 金曲青春          | Dragon TV     | Đội trưởng của team Sáng gia tộc                  |
| 2021 | Sáng tạo doanh 2021        | 创造营2021        | Tencent Video | Biểu diễn cùng nhóm và phát biểu công bố xếp hạng |